# Truchtersheim
Truchtersheim (prononcé [tʁyʃtəʁsajm] ou [tʁuxtəʁsajm]) est une commune française située dans la circonscription administrative du Bas-Rhin et, depuis le 1er janvier 2021, dans le territoire de la Collectivité européenne d'Alsace, en région Grand Est.
Déjà associée à Behlenheim depuis 1974 elle est créée dans le cadre de la loi portant nouvelle organisation territoriale de la République (loi Notre) le 1er janvier 2016 sous le statut de commune nouvelle après la fusion de Truchtersheim avec Pfettisheim.
Truchtersheim est le siège de la communauté de communes Kochersberg-Ackerland depuis la fusion avec l'Ackerland le 1er juin 2013. La communauté de communes regroupe 33 villages et 25 000 habitants (2014).
La commune a perdu son statut de chef-lieu de canton en 2014 au profit de Bouxwiller.
Elle est jumelée avec la commune de Welschensteinach (Forêt-Noire) depuis 2004, après que les deux paroisses catholiques ont contracté un jumelage dès 1964.

## Géographie

### Localisation
Située dans la région agricole du Kochersberg au nord-ouest de l'agglomération strasbourgeoise, la commune est bordée à l'ouest par le ruisseau d'Avenheim.
Cette commune se trouve dans la région historique et culturelle d'Alsace.

### Communes limitrophes
|             | Berstett            |               |
| Schnersheim | Truchtersheim       | Lampertheim   |
| Wiwersheim  | Stutzheim-Offenheim | Pfulgriesheim |

### Hydrographie
La commune est dans le bassin versant du Rhin au sein du bassin Rhin-Meuse. Elle est drainée par le ruisseau le Kolbsenbach, le ruisseau le Leisbach, le ruisseau le Dolfgraben et le ruisseau le Durningenbach,.
Le Kolbsenbach, d'une longueur de 11 km, prend sa source dans la commune de Kienheim et se jette  dans le Leisbach à Lampertheim, après avoir traversé cinq communes.

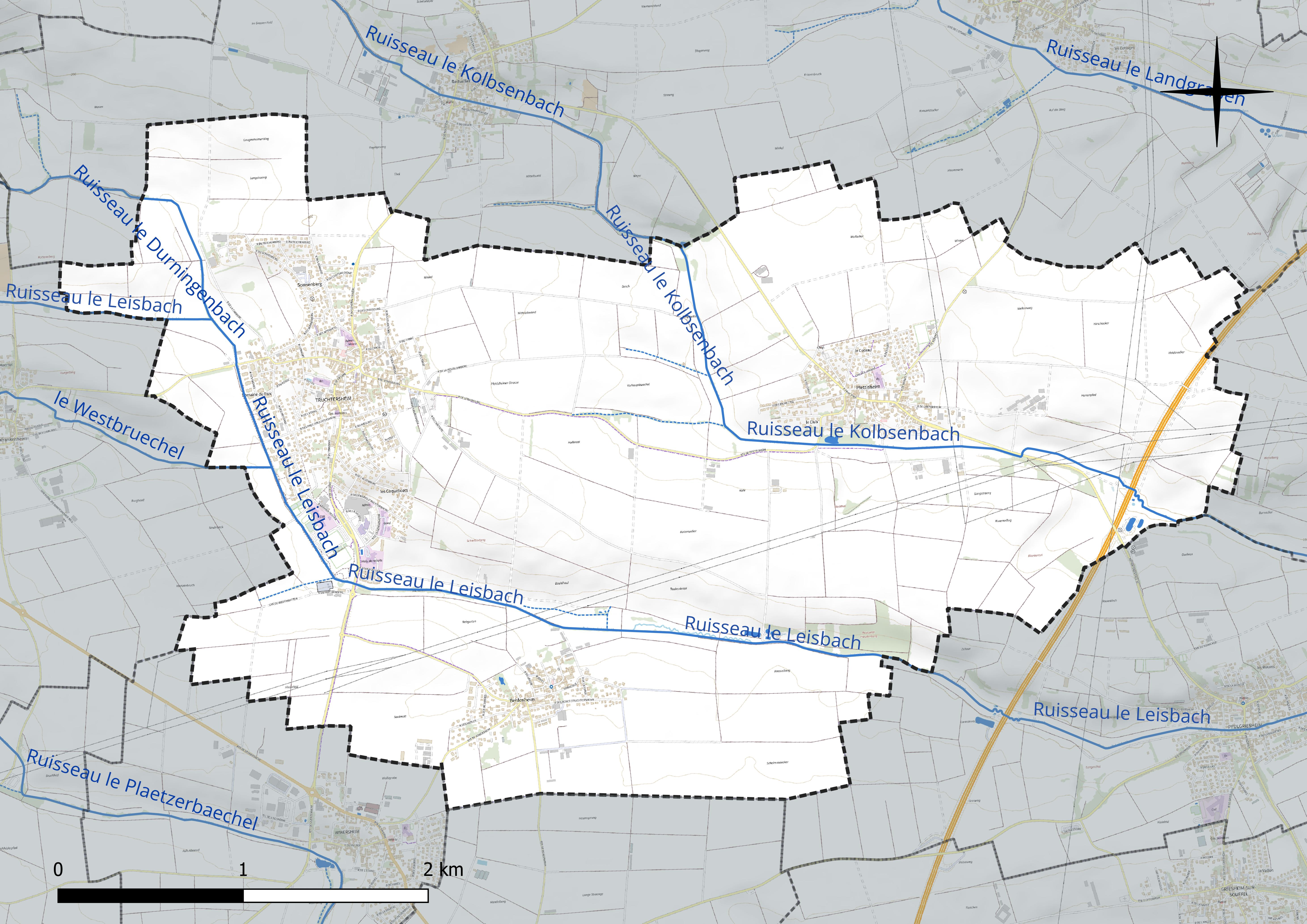
Réseau hydrographique de Truchtersheim.

Le Leisbach, d'une longueur de 14 km, prend sa source dans la commune de Schnersheim et se jette  dans la Souffel à Lampertheim, après avoir traversé quatre communes.

### Climat
Pour des articles plus généraux, voir Climat du Grand Est et Climat du Bas-Rhin.
En 2010, le climat de la commune est de type climat océanique altéré, selon une étude du Centre national de la recherche scientifique s'appuyant sur une série de données couvrant la période 1971-2000. En 2020, Météo-France publie une typologie des climats de la France métropolitaine dans laquelle la commune est exposée à un climat semi-continental et est dans une zone de transition entre les régions climatiques « Vosges » et « Alsace ».
Pour la période 1971-2000, la température annuelle moyenne est de 10,3 °C, avec une amplitude thermique annuelle de 17,6 °C. Le cumul annuel moyen de précipitations est de 674 mm, avec 7,8 jours de précipitations en janvier et 10,3 jours en juillet. Pour la période 1991-2020, la température moyenne annuelle observée sur la station météorologique de Météo-France la plus proche, « Waltenheim-sur-zorn », sur la commune de Waltenheim-sur-Zorn à 9 km à vol d'oiseau, est de 11,3 °C et le cumul annuel moyen de précipitations est de 652,2 mm. 
La température maximale relevée sur cette station est de 38 °C, atteinte le 7 août 2015 ; la température minimale est de −14,9 °C, atteinte le 20 décembre 2009,,.
Les paramètres climatiques de la commune ont été estimés pour le milieu du siècle (2041-2070) selon différents scénarios d'émission de gaz à effet de serre à partir des nouvelles projections climatiques de référence DRIAS-2020. Ils sont consultables sur un site dédié publié par Météo-France en novembre 2022.

## Urbanisme

### Typologie
Au 1er janvier 2024, Truchtersheim est catégorisée bourg rural, selon la nouvelle grille communale de densité à sept niveaux définie par l'Insee en 2022.
Elle appartient à l'unité urbaine de Truchtersheim, une unité urbaine monocommunale constituant une ville isolée,. Par ailleurs la commune fait partie de l'aire d'attraction de Strasbourg (partie française), dont elle est une commune de la couronne,. Cette aire, qui regroupe 268 communes, est catégorisée dans les aires de 700 000 habitants ou plus (hors Paris),.

## Toponymie
Il convient de se reporter aux articles consacrés aux anciennes communes fusionnées.

## Histoire

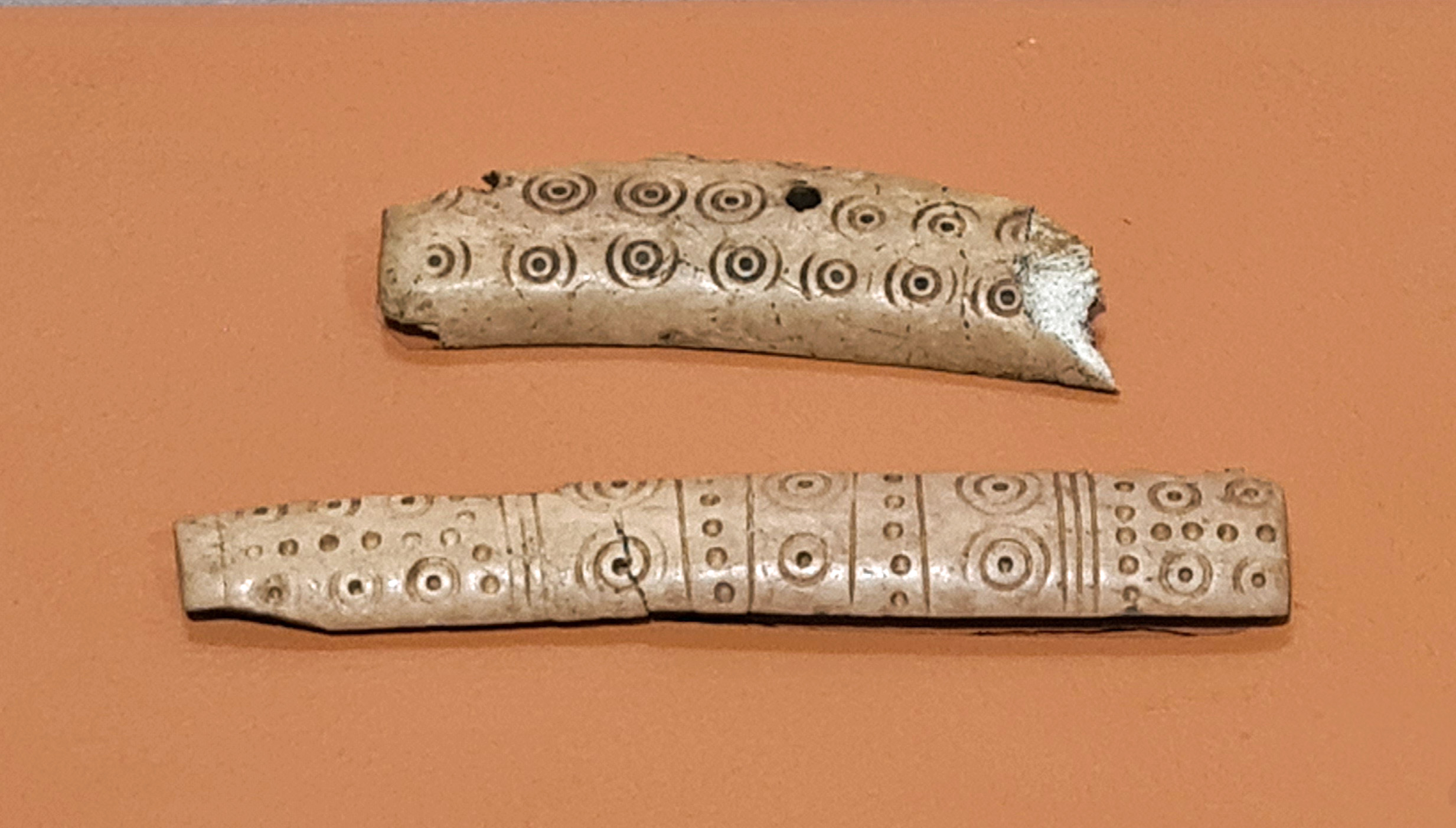
Plaquettes de manche de couteau décorées (premier âge du Fer).

Des vestiges trouvés sur place (outils du néolithique, urne cinéraire gallo-romaine...) prouvent que le site est habité depuis la préhistoire et, en tout cas, depuis les périodes gallo-romaine et mérovingienne. La première mention de "Drudersheim" remonte à 1178.
Les travaux d'archéologie préventive liés à la création du Grand Contournement de Strasbourg ont mis au jour sur le territoire une série de vestiges, présentés au public lors de l'exposition Un passé incontournable en 2025-2026.
Truchtersheim fait partie en 1236, comme 27 autres villages des environs, des terres de l'Empire et de l'évêque de Strasbourg.
Depuis 1887 et jusqu'en 1954, Truchtersheim a été reliée à Strasbourg par une ligne de tramway, d'abord à vapeur, puis électrique, qu'évoque le nom de sa salle polyvalente : l'Espace Terminus.

## Politique et administration
| Nom                                      | Code Insee | Intercommunalité  | Superficie (km2) | Population (dernière pop. légale) | Densité (hab./km2) |
| ---------------------------------------- | ---------- | ----------------- | ---------------- | --------------------------------- | ------------------ |
| Truchtersheim (commune déléguée) (siège) | 67P03      | CC du Kochersberg | 9,92             | 3 049 (2013)                      | 307                |
| Pfettisheim                              | 67374      | CC du Kochersberg | 4,84             | 804 (2013)                        | 166                |

### Liste des maires

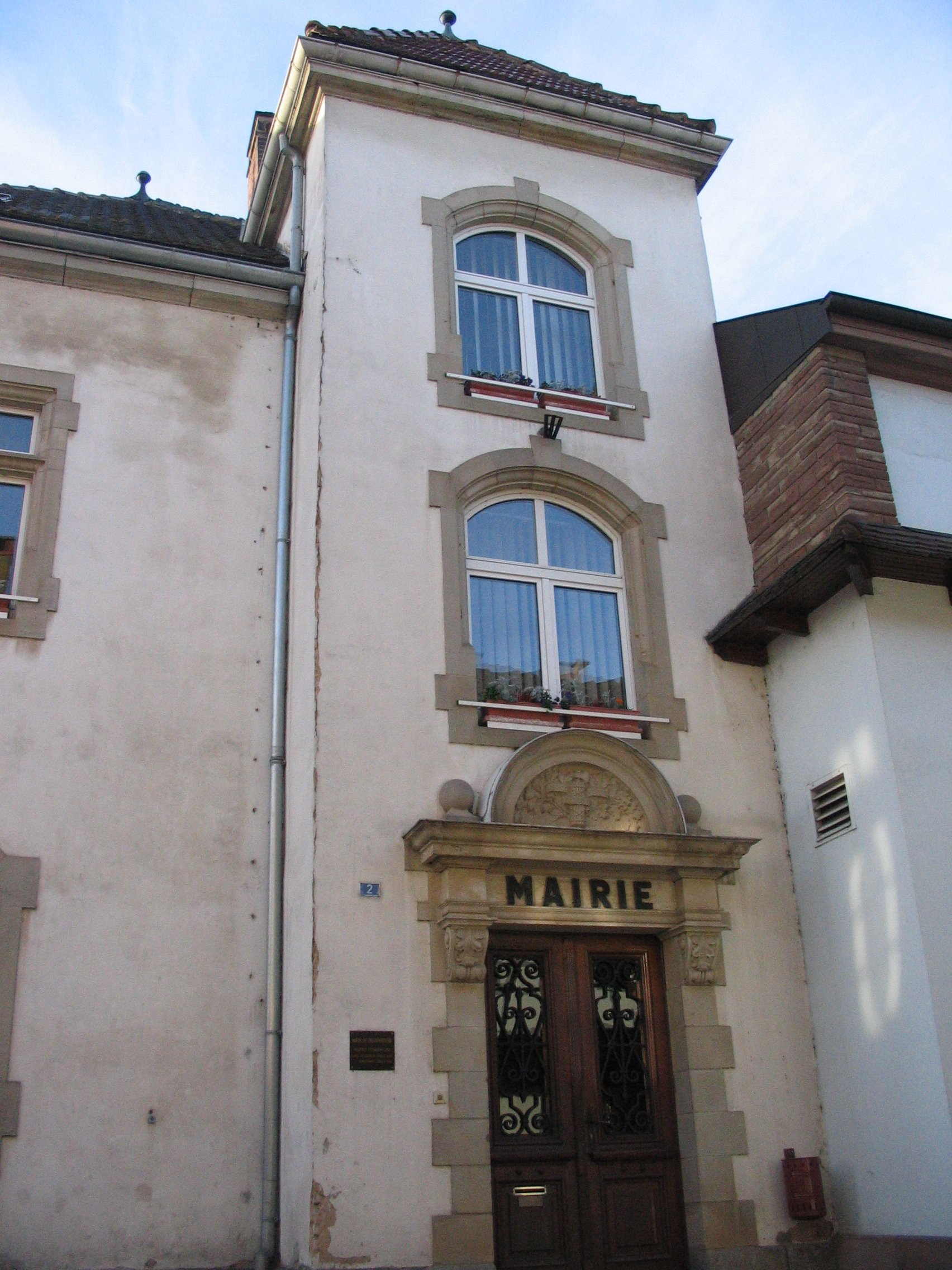
Ancienne mairie de Truchtersheim, démolie en 2011.

| Période        | Période                   | Identité                                    | Étiquette | Qualité |
| -------------- | ------------------------- | ------------------------------------------- | --------- | --- |
| 5 janvier 2016 | En cours (au 31 mai 2020) | Justin Vogel Réélu pour le mandat 2020-2026 | LR        | Fonctionnaire au Ministère des Finances Conseiller régional d'Alsace puis du Grand Est (1998 → ) Vice-président du conseil régional d'Alsace (2004 → 2015) Président de la CC du Kochersberg (2002 → ) |

## Population et société

### Démographie
L'évolution du nombre d'habitants est connue à travers les recensements de la population effectués dans la commune depuis sa création.

En 2022, la commune comptait 4 328 habitants, en évolution de +7,61 % par rapport à 2016 (Bas-Rhin : +3,17 %, France hors Mayotte : +2,11 %).
| 2014  | 2015  | 2020  | 2022  |
| ----- | ----- | ----- | ----- |
| 3 947 | 4 033 | 4 386 | 4 328 |

## Économie
Il convient de se reporter aux articles consacrés aux anciennes communes fusionnées.

## Culture locale et patrimoine

### Lieux et monuments
L'église Saints-Pierre-et-Paul a été construite en 1964 et remplace une première église édifiée en 1743, puis une seconde de 1925, qui présentait des malfaçons. La chapelle de semaine est en fait le chœur de l'église primitive de 1743, dont l'arc en pierre de taille rappelle la date d'érection. La nef est éclairée sur ses faces latérales et le chœur par des vitraux de Tristan Ruhlmann. Le clocher de 1964 est séparé de l'édifice. Quelques pierres tombales anciennes sont conservées derrière le clocher.
L'église Saint-Symphorien de Pfettisheim est située sur la commune.
Quelques fermes à colombage se trouvent dans les rues de l’Église et de Strasbourg, ainsi qu’autour de la place du Marché.
Sur le ban communal une dizaine de croix rurales en grès des XVIIe – XVIIIe siècles sont conservées.
La Maison du Kochersberg ouverte en 1982 dans une maison à colombage de 1817 sur la place du Marché, a été agrandie puis intégrée en 2017 à l'esKapade, bâtiment qui regroupe le musée, l'office du tourisme, un atelier d'artiste et un restaurant italien.
Sur le territoire de la commune se situent également la Bibliothèque départementale de prêt du Bas-Rhin (BDBR) ; la médiathèque intercommunale du Kochersberg (MIK) et l'école de musique intercommunale du Kochersberg, toutes deux labellisée « Architecture contemporaine remarquable » en 2023 ; et le centre sportif du Kochersberg. Un terrain de football synthétique, des terrains de tennis et un centre équestre complètent ces équipements.

### Personnalités liées à la commune
- Charles Pfleger (1883-1975), prêtre et écrivain de renom, curé de la paroisse de Behlenheim (1937-1975).
- Brigitte Trogneux, future épouse du président Macron, a résidé durant cinq ans à Truchtersheim à la fin des années 1980 et enseigna un temps au collège de la commune ; elle se présenta sur une liste sans étiquette aux élections municipales en 1989, sans être élue[22].

### Héraldique
| Blason de Truchtersheim | Blason  | D'argent au chevron de gueules soutenu d'un soc de charrue de sable la pointe en haut. |
| Blason de Truchtersheim | Détails |                                                                                        |